# TAI T625 Gökbey
Il TAI T625 Gökbey è un elicottero utility bimotore, multiruolo, sviluppato dalla Turkish Aerospace Industries.

## Storia del progetto
Il programma per lo sviluppo del primo elicottero di costruzione turca fu avviato dal Comitato esecutivo dell'industria della difesa (SSİK) il 15 giugno 2010, e mirava a soddisfare le esigenze di nuovi elicotteri per le Forze armate turche e di altre istituzioni governative attraverso lo sviluppo di una piattaforma indigena.
Il costo del programma e il calendario per la sua realizzazione furono stabiliti dal SSİK il 3 gennaio 2013, mentre il contratto tra l'Agenzia per l'industria della difesa e Turkish Aerospace è stato firmato ufficialmente il 26 giugno successivo.
Il progetto prevedeva la realizzazione di un elicottero che fosse stato capace di operare efficacemente nel volo ad alta quota e ad alta temperatura, sia di giorno che di notte, e nei climi e nelle aree geografiche più difficili.
Per lo sviluppo di questo nuovo elicottero, i progettisti si avvalsero delle conoscenze acquisite con il programma "ATAK", per la progettazione e la produzione di sistemi critici come trasmissione, rotore, carrello di atterraggio, nonché sistemi strutturali e avionici.
Il progetto, inoltre, prevedeva che l'elicottero potesse svolgere una vasta gamma di missioni, tra cui trasporto VIP, trasporto materiali, servizi medevac e operazioni di ricerca e soccorso.
Il primo prototipo del T625 Gökbey ha completato con successo il suo il suo primo volo alle ore 06:00 del 6 settembre 2018. Successivamente, il 19 aprile 2023, il prototipo P1 dell'elicottero T625 ha effettuato il suo primo volo di prova, alimentato dai due turboalberi sviluppati e prodotti in Turchia dalla TEI, i TS1400.

## Impiego operativo
Il primo esemplare di T625 è stato consegnato alla Direzione dell'Aviazione della gendarmeria turca il 29 ottobre 2024, con una cerimonia alla quale ha presenziato il presidente della Turchia, Recep Tayyip Erdoğan.

## Utilizzatori

### Governativi
Turchia
- Emniyet Genel Müdürlüğü

3 T625 ordinati.

### Militari
- Türk Hava Kuvvetleri

4 T625 ordinati.
- Türk Kara Kuvvetleri

7 T625 ordinati.
- Jandarma Genel Komutanlığı

3 T625 ordinati, con il primo esemplare consegnato il 29 ottobre 2024.
- Türk Sahil come Hava Komutanlığı

3 T625 ordinati.

## Elicotteri comparabili
- AgustaWestland AW139
- Airbus Helicopters H160